# ایزابلا ساوونا
ایزابلا ساوونا (ایتالیایی: Isabella Savona؛ زادهٔ ۲۳ فوریهٔ ۱۹۵۲) بازیگر اهل ایتالیا است.
از فیلم‌هایی که وی در آن‌ها نقش داشته است، می‌توان به کشیش متأهل و دوران کودکی، حرفه و نخستین تجربه جاکومو کازانووا، اهل ونیز اشاره نمود.